# Enrique Rojo
Enrique Rojo (ur. ? – zm. ?) – argentyński piłkarz, grający podczas kariery na pozycji bramkarza.

## Kariera klubowa
Enrique Rojo podczas kariery piłkarskiej występował w CA Estudiantes.

## Kariera reprezentacyjna
Jedyny raz w reprezentacji Argentyny Rojo wystąpił 27 maja 1910 w wygranym 3-1 towarzyskim meczu z Chile. 
W 1910 został powołany na pierwszą, jeszcze nieoficjalną edycję Mistrzostw Ameryki Południowej, który wówczas nazywał się Copa Centenario Revolución de Mayo 1910. Na turnieju w Buenos Aires Rojo był rezerwowym i nie wystąpił w żadnym meczu Argentyny.